# Nicolas-Joseph Marey
Pour les articles homonymes, voir Marey (homonymie) et Monge.
Nicolas-Joseph Marey, dit « Maret jeune » puis « Marey-Monge » (22 novembre 1760 à Nuits (province de Bourgogne, actuelle Côte-d'Or) † 9 décembre 1818 à Pommard, Côte-d'Or), est un homme politique français du XVIIIe siècle. Il est député de la Côte-d'Or (suppléant) à la l'Assemblée législative et à la Convention nationale.

## Biographie
Nicolas-Joseph, qui ne s'appelait encore que « Marey », est négociant à Nuits, quand éclate la Révolution française. D'une des familles parmi les plus honorables de la Bourgogne, il avait une grande instruction complétée par de nombreux voyages dans toute l'Europe.
Élu, le 4 septembre 1791, député suppléant de la Côte-d'Or à l'Assemblée législative, il n'est pas appelé à y siéger.
Il est en Norvège, lorsqu'il est rappelé par le vœu de ses compatriotes, le 6 septembre 1792, le 7e sur 10, pour siéger comme député de la Côte-d'Or à la Convention nationale, où il se fit remarquer par sa modération et son courage.

Lors du procès du roi, Marey répond au 3e appel nominal : 

« Plus les crimes de Louis m'inspirent d'horreur, plus je dois me mettre en garde contre les effets tumultueux de l'indignation qu'ils excitent, imposer silence à tout ce qui pourrait me faire oublier mes devoirs, et renoncer en quelque sorte à moi-même pour n'écouter que le cri de ma conscience.
On peut considérer le coupable ou comme un citoyen, et sous l'aspect d'une justice rigoureuse, ou comme un roi convaincu de trahison contre sa patrie, et sous un point de vue politique. Citoyen, il doit être jugé comme tous les autres citoyens, par les tribunaux ordinaires ; il a le droit à toutes les formes dont la loi investit l'accusé pour opérer le triomphe de la justice ou celui de l'innocence : formation de jury, récusation d'une partie de ses membres, scrutin secret, etc. ; mais la Convention a pensé qu'un roi ne saurait être regardé comme un simple citoyen, par ses rapports avec ses complices nationaux et étrangers ; elle n'a donc considéré Louis que comme un roi traître à son souverain, et, à ce titre, et sous un point de vue politique, elle a pu s'ériger elle-même en jury, mais pour juger le crime, et non pour punir le criminel.
Comme membre du jury national, j'ai déclaré que je crois Louis coupable.
Toute représentation n'exerce qu'une volonté provisoire. Porter sur Louis un jugement définitif est, dans mon sens, un attentat à la volonté définitive de la nation ; prononcer la mort est une usurpation du droit du souverain. Je devais donc voter pour l'appel. Je l'ai fait. L'appel a été rejeté. J'obéis au vœu de la majorité.
La cumulation des fonctions de juré, de juge, de législateur, me paraît monstrueuse, tyrannique, subversive de tout ordre social. Mon devoir à l'égard de Louis se borne à une simple mesure de sûreté publique. Je ne veux point être juge; je ne puis ni ne dois l'être.
Mais la Convention eût-elle reçu un mandat spécial pour juger le ci-devant roi, ce n'est pas dans le code pénal qu'elle devrait chercher la peine due à ses crimes. Pourrait-elle sans violer les droits sacrés de la justice et de l'égalité, user de toute la rigueur de la loi envers le coupable, après lui avoir refusé la protection des formes conservatrices ; et l'intérêt général n'est-il d'aucun poids dans la balance des législateurs ? L'existence de la république naissante est attachée à l'existence de Louis. Si sa tête tombe, nous aurons à combattre et la fureur étrangère et la pitié nationale. Louis vivant et méprisé écarte tous les aspirants à la royauté ; gardé comme otage, sa liberté deviendrait le gage de la paix. Louis, mort et regretté, laisse une place au premier ambitieux hardi qui osera l'envahir. L'expulsion des Tarquins enfanta la république, et la mort de César le triumvirat.
Représentants du peuple, vous avez tué le despote, laissez vivre l'homme ; enseveli dans l'oubli, flétri de la réprobation nationale, assiégé par le remords, qu'il traîne dans la captivité une vie rampante et déshonorée. Je n'ai plus qu'un mot à vous dire. Vous êtes dépositaires de l'honneur français. L'Europe vous contemple, la postérité s'avance. Elle vous jugera, et sa voix perce les siècles.
Je vote, comme mesure de sûreté générale, pour la détention du ci-devant roi pendant tout le temps de la guerre, et l'expulsion un an après que les despotes coalisés contre la France auront posé les armes et reconnu la république. »

En bref, Marey avait voté :
1. « Louis Capet est-il coupable de conspiration contre la liberté publique et d'attentats contre la sûreté générale de l'État, oui ou non ? » : oui ;
2. « Le jugement de la Convention nationale contre Louis Capet sera-t-il soumis à la ratification du peuple, oui ou non ? » : oui ;
3. « Quelle peine sera infligée à Louis ? » : détention pendant tout le temps de la guerre et expulsion un an après que les despotes aient déposé les armes et reconnu la République
4. « Y aura-t-il un sursis à l'exécution du jugement de Louis Capet, oui ou non ? » : oui ;

Inscrit plus tard sur la liste des émigrés, Marey obtient sa radiation. Il épouse une fille de Gaspard Monge, ancien ministre, fondateur de l'école polytechnique et président du sénat conservateur, et a sept enfants, dont six fils. De là lui vient le nom de « Marey-Monge », qu'il porte jusqu'à sa mort (1818).

## Union et postérité
Nicolas-Joseph Marey est le fils cadet de Claude Marey Mony (6 janvier 1696 - Nuits-Saint-Georges † 6 mai 1770), conseiller secrétaire du roi, maire de Nuits-Saint-Georges (1758-1778), et de Claudine Lenoir (1725-1765).
On lit dans l'Histoire de Bourgogne, de Claude Courtépée (1721-1781), que Claude Marey, élu aux États généraux, ancien maire de Nuits, exerça sa générosité en sauvant de la famine la moitié des habitants de cette ville, retirés sur le haut de leurs maisons inondées, en leur faisant porter sur une barque le pain nécessaire à leur subsistance. Cette belle action retentit jusqu'à la cour, qui lui fit offrir des titres de noblesse.
Nicolas-Joseph épouse, le 12 juin 1795 à Paris, Jeanne Charlotte Émilie Monge (1778 † 29 octobre 1867 - Pommard). Aînée des quatre filles de Gaspard Monge (1746-1818), comte de Péluse et de Marie-Catherine Huart (1747-1846), elle est décrite par ses contemporains belle, généreuse et spirituelle. Comme sa sœur elle bénéficie d'une éducation soignée, et singulière en accompagnant son père lors de ses tournées en tant qu'examinateur de la Marine.
- Le couple eut neuf enfants, dont huit fils, autorisés, par ordonnance du 10 décembre 1840, à relever le nom de leur illustre aïeul[6] :
  - Guillaume Stanislas Marey-Monge (17 mars 1796 - Nuits † 15 juin 1863 - Pommard), comte de Péluse, capitaine (1826), colonel (1837), général de brigade (1843), général de division (1848), sénateur du Second Empire (27 mai 1863), grand-croix de la Légion d'honneur, sans alliance ;
  - Gaspard Louis Marey-Monge (29 novembre 1797 † 22 mai 1821), il « inspirait, par son esprit sérieux, les plus belles espérances[6] » ;
  - Adolphe Marey-Monge (18 juillet 1800 † janvier 1811) ;
  - Ferdinand Marey-Monge (13 août 1803 - Nuits † 30 août 1869 - Dijon), maire et président de la société de secours mutuels de Chambolle-Musigny[6], conseiller général de la Côte-d'Or, chevalier de la Légion d'honneur. Sa première épouse est décédée un mois après leur mariage. Inconsolable, il demeura veuf près de trente ans avant de convoler (en janvier 1856) avec Marie Chabenat de Bonneuil (1823-1869), dont :
    - Louise (1858 † 1941), chanoinesse de Saint-Augustin  (« Mère Saint-Louis », pour la famille : « tante Loulou ») ;
    - Marie Guillemette Anne Edith Marey-Monge (1860 † 1935), mariée le 15 avril 1880 avec Hervé de Blic (1850-1924), dont postérité ;

  - Françoise Claudine Clotilde Marey-Monge (née le 6 novembre 1805), mariée avec Jean-François Armand[7] (24 juin 1789 - Bar-sur-Aube † 27 mars 1883 - Gravières (Aube)), polytechnicien (X 1808), ingénieur des Ponts-et-Chaussées, député de l'Aube (1837-1848), dont postérité ;
  - Louis Edmond Edouard Marey-Monge (20 juillet 1807 - Nuits † 6 juillet 1868 - Paris), polytechnicien ;
  - Ernest Marey-Monge (9 janvier 1809 - Nuits † 1852), « le quatrième, enfin, […] était, à Nuits, le modèle du philosophe intelligent et pratique, du bon citoyen, du père de famille, consacré à toutes les joies du foyer[6] », ancien officier d'artillerie, capitaine des sapeurs-pompiers et conseiller municipal de la ville de Nuits, membre de la commission départementale des Antiquités de la Côte-d'Or[6], marié le 13 octobre 1834 avec sa cousine Sophie « Marey de Gassendi  » (1816-1893), dont :
    - Marie Paul Marey-Monge (9 janvier 1838 - Nuits-Saint-Georges † 5 août 1881), saint-cyrien (promotion de Solférino : 1858-1860), lieutenant d'infanterie, démissionnaire en 1865, chef de bataillon, chevalier de la Légion d'honneur (11 mars 1871[8]), marié, le 16 janvier 1872 à Paris, avec Marinette (1846-1934), fille de Marc Jacobé de Haut de Sigy (1814-1900), dont
      - Marie Marc Charles Claude Ernest Marey-Monge[9] (17 novembre 1872 - Nuits-Saint-Georges † 1960), général de brigade, commandeur de la Légion d'honneur (17 janvier 1952[10]), marié deux fois, dont :
        - postérité ;

    - Jeanne Marey-Monge (1er février 1839 - Nuits-Saint-Georges † 27 novembre 1868), mariée, le 11 novembre 1861 à Nuits Saint-Georges, avec Paul Eugène Dupont (1829-1883), dont postérité ;

  - Nicolas Pierre Alfred Marey-Monge (8 mars 1814 - Nuits † périt tragiquement en mer, à bord du Papin[11], le 7 décembre 1845), diplomate, consul de France, chevalier de la Légion d'honneur[12], « le troisième, qui, suivait avec éclat la carrière des consulats ; décoré, dès 1844, il aurait ajouté un nouveau lustre à sa famille[6] »
  - Guillaume Félix Alphonse Marey-Monge (30 août 1818 - Pommard † 28 mai 1877 - Pommard), maire de Pommard, député de la Côte-d'Or (1861-1870), conseiller général, officier de la Légion d'honneur[13], marié avec Jeanne Noël Marie Delphine Le Mire (1825 † 1er avril 1910 - Dijon), dont :
    - Roger Marey-Monge, avocat ;
    - Berthe Marey-Monge (1847-1924), mariée avec Edmond Détourbet (1840-1926), dont postérité ;

Tous les fils Marey-Monge étaient oncles d'Arthur Marey, tombé, à Nuits, le 6 décembre 1851, victime des passions révolutionnaires.

## Armoiries
| Figure | Blasonnement |
|        | Armes de la famille Marey D'azur, à un mât de vaisseau d'or, avec ses cordages, accosté de deux raies du même. Armes parlantes (mât + raie = Marey ). |